# 森のささやき
『森のささやき』（もりのささやき）とは、フジテレビ（関東ローカル）で2009年4月7日から2011年9月27日まで放送されたミニ番組である。開始当初は東京電力の一社提供だったが、福島第一原発事故に伴い2011年3月8日をもって降板、同年3月22日以降はノンスポンサーとなった。（CM枠はACジャパンへ差し替え。）

## 概要
毎週1つの森にスポットをあて、そこにまつわる物語を音楽にのせて紹介する。紹介される場所は基本的関東地方・山梨県および静岡県伊豆地方が中心だが（いずれも東京電力の営業地域）、白神山地など関東以外を紹介する回もあった。

## 放送時間
- 火曜日22:54 - 23:00
  - 『火9ドラマ』や『関西テレビ制作22時枠ドラマ』の拡大版などによってずれる事がある。

## 出演者
いずれもナレーション。
- 田中好子（開始から2011年3月29日まで、この番組が最後のテレビ出演となった）
- 松尾紀子（2011年4月5日から終了まで、2010年11月9日も代理を担当）

## 特別番組
2010年7月31日には、『森のささやきに包まれて　〜田中好子と国仲涼子が歩く尾瀬〜』がチャンネルΣ枠で10:40 - 11:10に放送された。番組では、ナレーションを担当する田中が交流が深い国仲涼子とともに尾瀬を旅した。本放送と同じく東京電力の提供。